# Brian Delate
Brian Delate est un acteur américain né le 8 avril 1949.

## Filmographie
- 1988 : C.A.T. Squad: Python Wolf (TV)
- 1989 : Jacknife de David Hugh Jones : Briggs
- 1990 : Le Mystère von Bülow (Reversal of Fortune) de Barbet Schroeder : Jury Foreman
- 1993 : New York, police judiciaire (saison 3, épisode 16) : lieutenant Jorgensen
- 1994 : Les Évadés (The Shawshank Redemption) : Guard Dekins
- 1995 : Mort subite (Sudden Death) : Blair
- 1996 : Les Procureurs (The Prosecutors) (TV) : Judge Silverman
- 1996 : New York, police judiciaire (saison 6, épisode 21) : Mickey Leahy
- 1997 : Home Before Dark : Martin James
- 1998 : A Dozen Kliks
- 1998 : The Truman Show : Truman's Father
- 1998 : New York, police judiciaire (saison 8, épisode 18) : Détective Lloyd Fraker
- 2000 : New York, police judiciaire (saison 11, épisode 1) : Harris
- 2001 : Wendigo : Everett
- 2001 : Cat Lady : Father
- 2001 : Lonesome : Richard
- 2001 : Buffalo Soldiers : Col. Marshall
- 2001 : New York, unité spéciale (saison 2, épisode 18) :  McCartney
- 2002 : Noon Blue Apples
- 2002 : New York, unité spéciale (saison 4, épisode 5) : un U.S Marshal
- 2002 : Ash Wednesday: Le mercredi des Cendres d'Edward Burns : Crazy George Cullen
- 2002 : Loin du paradis (Far from Heaven) : Officier
- 2004 : American Wake : Henry
- 2004 : New York, police judiciaire (saison 14, épisode 14) : Sajek
- 2005 : Searching for Bobby D : Officer Richard
- 2005 : Rent : Cop
- 2005 : New York, section criminelle (saison 4, épisode 17) : Adam Alacano
- 2006 : The Favor : Détective Stewart
- 2006 : My Brother : Mr Roland